# قسم سلطانعلي الريفي (مقاطعة غنبد كاووس)
قسم سلطانعلي الريفي (بالفارسية: دهستان سلطانعلی) هي منطقة ريفية تقع في مقاطعة غنبد كاووس في إيران. يقدر عدد سكانها بـ 30,798 نسمة .